# Медвецки, Кристина
Кристина Медвецки (венг. Medveczky Krisztina, род. 14 апреля 1958 года в Будапеште) — венгерская спортивная гимнастка. Бронзовая медалистка Олимпийских игр 1972 года в командном многоборье.

## Биография
Представляла Венгерскую Народную Республику на двух Олимпиадах, в 1972 году в Мюнхене и в 1976 году в Монреале.
На Олимпийских играх 1972 года завоевала бронзу в команде и с 15-м местом по личной сумме вышла в финал в многоборье, где стала 13-й. Ни в один из финалов в отдельных видах не вышла.
В 1974 году завоевала бронзу в команде на чемпионате мира в Варне (Болгария).
На Олимпийских играх 1976 года заняла 4-е место в команде и с 17-м местом по личной сумме вышла в финал в многоборье, где и на этих играх стала 13-й. Ни в один из финалов в отдельных видах не вышла.